# 安特弗斯冰川
67°19′S 66°49′W / 67.317°S 66.817°W
安特弗斯冰川是南極洲的冰川，位於葛拉漢地的盧貝海岸，處於阿羅史密斯半島，流經索伊峰和博伊爾山脈，最終注入穆勒冰架，以美國地質學家命名。